# Litli Hrutur
Litli Hrutur  (em islandês:  Litli-Hrútur) é uma montanha e vulcão da Islândia. 
O seu ponto mais alto tem 312 metros. 
Está localizado na Península de Reykjanes, a 3 km de Keilir e a 30 km a sudoeste de Reiquiavique, a capital do país. 
No dia 10 de julho de 2023, ocorreu uma erupcão vulcânica a norte da montanha. Um fluxo de lava continua saindo de uma falha, e várias fumarolas expeliram gases tóxicos perigosos. 
Houve uma erupcão em 2021 (por 6 meses) e outra em 2022 (por 3 semanas) depois de o vulcão ter estado inativo durante 800 anos.

Por ser considerada a terra do fogo e do gelo, a Islândia, atrai muitos turistas para a observação de vulcões. Porem devido aos altos níveis de gases vulcânicos, como dióxido de enxofre, as autoridades locais fecharam o acesso e aconselham a população a não se aproximarem do vulcão.